# Pia de' Tolomei (opéra)
Pour les articles homonymes, voir Pia de' Tolomei (homonymie).
Personnages
- Pia de Tolomei, femme de Nello (soprano)
- Ghino degli Armieri, cousin de Nello (ténor)
- Nello della Pietra (baryton)
- Rodrigo, frère de Pia (contralto)
- Piero, ermite (basse)
- Bice, servante de Pia (soprano)
- Lamberto, domestique de Pia (basse)
- Guerriers, serviteurs, jeunes filles, ermites

Airs
- « Mi volestri sventurato » (Ghino) – Acte I, 1er tableau
- « Di pura gioia » (Pia) – Acte I, 1er tableau
- « E men fiero, è meno orrendo » (Nello, Ghino) – Acte I, 2e tableau
- « L'astro che regge i miei destini » (Rodrigo) – Acte I, 3e tableau
- « Ebben, morrai ! » (Ghino, Pia) – Acte II, 2e tableau

Pia de' Tolomei est un opera seria en 2 actes, musique de Gaetano Donizetti sur un livret de Salvatore Cammarano d'après un épisode de la Divine Comédie de Dante, créé au Teatro Apollo de Venise le 18 février 1837.

## Histoire
Le 4 février 1836, Donizetti avait créé son Belisario à La Fenice de Venise. Le succès de l'ouvrage lui valut aussitôt une nouvelle commande de l'impresario Alessandro Lanari, qui dirigeait l'opéra. Lanari tenta vainement d'imposer un de ses librettistes attitrés au compositeur mais celui-ci insista pour conserver Salvatore Cammarano, qui venait de donner les livrets de Belisario et de L'assedio di Calais.
Cammarano choisit pour point de départ une anecdote évoquée en cinq vers dans le Purgatoire de Dante. Bartolomeo Sestini en avait tiré, en 1821, un poème en trois chants intitulé La Pia, qui avait inspiré un drame de Giacinto Bianco joué avec un succès considérable à Naples en 1836 et aussi une tragédie en vers de Carlo Marenco intitulée La Pia de Tolomei, créée en 1837.
Donizetti composa la musique durant l'été et l'automne 1836 et, quand il eut achevé sa partition, il se mit en route pour Venise le 6 décembre. L'épidémie de choléra qui sévissait à Naples lui valut de passer 18 jours de quarantaine au lazaret de Gênes. C'est là qu'il apprit que La Fenice avait brûlé dans la nuit du 12 décembre et qu'il faudrait donner Pia de' Tolomei au Teatro Apollo, bien plus petit ce qui impliquait de réduire la partition. D'autres remaniements furent nécessaires en raison de la défection de la basse Celestino Salvatori, créateur de Belisario, qui tomba malade et dut être remplacé par le baryton Giorgio Ronconi.
L'ouvrage fut créé le 18 février 1837. Le rôle-titre avait été confié à la créatrice du rôle de Lucia, la soprano Fanny Tacchinardi-Persiani, tandis que, contre l'avis de Donizetti, le rôle travesti de Rodrigo alla à une protégée d'un des directeurs de La Fenice, la mezzo-soprano Rosina Mazzarelli. Donizetti bénéficiait, pour le rôle de Ghino, du remarquable ténor Antonio Poggi.
Pia de' Tolomei rencontra un succès médiocre et fut même sifflé à la fin de l'acte I ce qui conduisit Donizetti à composer pendant le Carnaval de Venise un nouveau finale avec une stretta revue. Pour la reprise intervenue à Senigallia en juillet de la même année, il apporta d'autres modifications substantielles à la partition. L'opéra fut ensuite monté au Teatro Argentina de Rome en mai 1837, avec Giuseppina Strepponi dans le rôle-titre. En septembre 1838, il remplaça, au Teatro San Carlo de Naples, Poliuto, que la censure avait interdit et, à cette occasion, les censeurs napolitains exigèrent qu'il soit doté d'une fin heureuse. Il se maintint au répertoire jusqu'en 1860 avant de disparaître comme la plupart des ouvrages de Donizetti.
Il fut ressuscité à Sienne en 1967 puis à Londres en 1978. Il reste l'un des mal-aimés parmi les opéras de la maturité de Donizetti.

## Distribution
| Rôle                                                                                     | Type de voix | Interprètes lors de la première le 18 février 1837 |
| ---------------------------------------------------------------------------------------- | ------------ | -------------------------------------------------- |
| Pia, moglie di Nello Pia de Tolomei, femme de Nello                                      | soprano      | Fanny Tacchinardi-Persiani                         |
| Ghino degli Armieri, cugino di Nello Ghino degli Armieri, cousin de Nello                | ténor        | Antonio Poggi                                      |
| Nello della Pietra                                                                       | baryton      | Giorgio Ronconi                                    |
| Rodrigo, fratello di Pia Rodrigo, frère de Pia                                           | contralto    | Rosina Mazzarelli                                  |
| Piero, eremita Piero, ermite                                                             | basse        | Alessandro Meloni                                  |
| Ubaldo, servitore di Nello Ubaldo, serviteur de Nello                                    | ténor        | Alessandro Giacchini                               |
| Bice Bice, servante de Pia                                                               | soprano      | Marietta Bramati                                   |
| Lamberto Lamberto, domestique de Pia                                                     | basse        | Alessandro Cecconi                                 |
| Guerrieri, servitori, damigelle, eremiti. Guerriers, serviteurs, jeunes filles, ermites. |              |                                                    |

## Argument
L'action se déroule en 1260, lors des affrontements entre Guelfes et Gibelins.
Le Gibelin Nello della Pietra est marié à une Guelfe, la vertueuse et fidèle Pia de Tolomei, qu'il a installée, pour sa sécurité, dans son château situé à quelque distance de Sienne. Pia doit subir la cour assidue du cousin de son mari, Ghino degli Armieri, dont elle ne cesse de repousser les avances.

### Acte I

#### Premier tableau
Les appartements de Pia au château de Tolomei situé à proximité de Sienne.
- Scène 1 :  Après un bref prélude dont le caractère guilleret s'accorde assez mal à l'atmosphère du sombre drame qui va se jouer, le chœur des familiers de Nello exprime sa curiosité : un messager est arrivé avant l'aube dont on croit qu'il pourrait apporter des nouvelles du maître de céans.
- Scène 2 : Ubaldo, serviteur de Nello, s'empare de la lettre adressée à Pia et déclare qu'il ne faut la communiquer qu'à Ghino.
- Scène 3 : Ubaldo remet à Ghino la lettre dans laquelle un correspondant anonyme informe Pia qu'en « l'absence de [son] époux détesté », il viendra la voir et l'embrasser le soir même. Ghino en déduit que Pia a un amant. Sa déception et sa colère s'expriment dans une cavatine Non puo dirti la parola dont quelques mesures seront reprises par Verdi dans Amami, Alfredo de La Traviata.
- Scène 4 : Le ressentiment de Ghino est porté à son comble lorsque la servante de Pia, Bice, l'informe que sa maîtresse refuse de le recevoir. Pour se venger, il ordonne à Ubaldo de remettre le message à Pia de sorte que le rendez-vous galant ait lieu et qu'elle soit surprise en flagrant délit d'adultère tandis que lui se chargera d'informer Nello. Son désir de vengeance s'exhale dans une superbe cabalette Mi volestri sventurato.
- Scène 5 : Pendant que ses servantes se réjouissent de la fraîcheur de l'aube (chœur : Qui posa il fianco), Pia elle-même est abattue, inquiète : elle sait qu'une bataille risque d'éclater entre les Florentins et les Siennois, et elle a le cœur déchiré entre, d'un côté, son époux qui combat pour Sienne et, de l'autre, son frère Rodrigo qui se bat du côte de Florence dans un air mélancolique : O tu che desti il fulmine.
- Scène 6 : Son vieux serviteur Lamberto lui apporte la lettre apportée par le messager. Pia reconnaît aussitôt qu'il s'agit d'une lettre de Rodrigo. Rassurée, elle exprime sa joie et son soulagement (cabalette : Di pura gioia).

#### Deuxième tableau
À l'intérieur du pavillon de Nello dans le camp des Gibelins.
- Scène 7 : Nello médite sur le sort qui attend Rodrigo qui a été capturé par les Siennois et doit être exécuté le lendemain matin.
- Scène 8 : Ghino vient lui révéler la prétendue infidélité de Pia. Dans un duo sombre et dramatique E men fiero, è meno orrendo, Nello décide de se venger tandis que Ghino, conscient de l'ignominie de sa conduite, se dit qu'il est trop tard pour retirer ses accusations. Dans la stretta Tu mentisti – où Donizetti recycle le motif de la cabalette de Lucrezia Borgia Vieni, la mia vendetta ! – Ghino presse Nello, encore incrédule, de constater par lui-même l'adultère de sa femme.

#### Troisième tableau
La prison de Rodrigo.
- Scènes 9 et 10 : Rodrigo pense aux dangers auxquels Pia sera exposée s'il est exécuté. Sa belle cavatine, soulignée par les cors, Mille volte sul campo d'onore, est suivie d'une fière cabalette chargée de trilles et de roulades, L'astro che regge i miei destini. L'un de ses geôliers, que Pia a acheté, vient l'avertir qu'à la prochaine relève de la garde, il aura l'occasion de s'enfuir. Au moment venu, on lui remet un heaume, une épée et un manteau, et on lui rend, comme prévu, la liberté.

#### Quatrième tableau
Les appartements de Pia.
- Scène 11 : Le traître Ubaldo donne aux gardes la consigne de laisser entrer librement l'inconnu qu'attend Pia mais de ne pas le laisser ressortir vivant (chœur : Inoltriam fra l'ombre avvolti).
- Scène 12, 13, 14 : Rodrigo arrive auprès de sa sœur par un passage secret. Rodrigo et Pia expriment la joie de se retrouver dans un duo Fra queste braccia.
- Scène 15 : Leur joie est de courte durée car Nello survient et frappe furieusement à la porte.
- Scène 16 : Nello et Ghino font irruption dans l'appartement. Rodrigo se précipite dans le passage secret et disparaît.
- Scènes 17, 18, 19 : Finale de l'acte I : Pia refuse de révéler l'identité de son visiteur ; Nello se répand en injures et crie vengeance ; Ghino, épouvanté, comprend que l'affaire est allé trop loin.

### Acte II

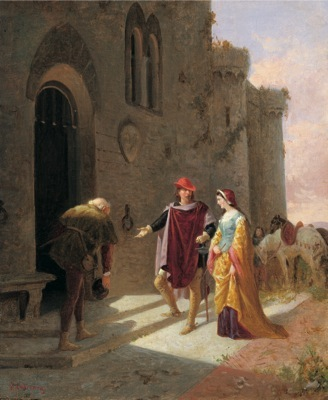
Pia de' Tolomei conduite au château de Maremme, tableau de Vincenzo Cabianca

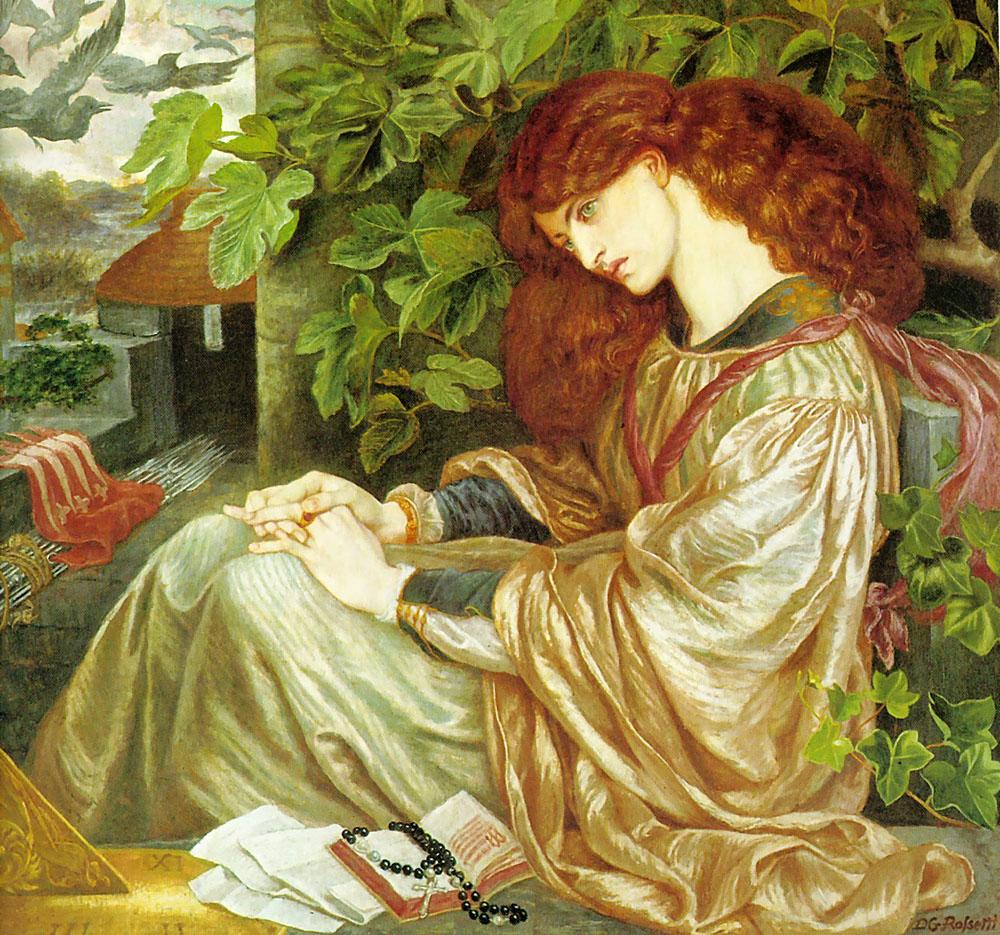
Pia de' Tolomei par Dante Gabriel Rossetti

#### Premier tableau
Au camp des Guelfes.
- Scène 1 : Lamberto vient prévenir Rodrigo que Nello a fait emprisonner sa femme dans le sinistre château de Maremme en espérant qu'elle succombera à des fièvres. Ils sont surpris par l'alerte d'une attaque contre le camp. Rodrigo court au combat déterminé à se porter ensuite au secours de Pia.

#### Deuxième tableau
Une ancienne salle d'armes au château de Maremme.
- Scène 2 : Ubaldo est surpris de voir Ghino au château de Maremme.
- Scène 3 : Ghino est introduit en présence de Pia. Il lui propose de la sauver à condition qu'elle cède à ses avances. Pia le repousse et lui révèle que son visiteur nocturne n'était autre que son frère. Ghino prend conscience du mal qu'il a fait. Il décide d'apprendre la vérité à Nello pour ensuite se suicider. Pia lui enjoint de vivre et de se repentir dans un émouvant duo : Ebben, morrai !
- Scène 4 : Après le départ de Ghino, Ubaldo reçoit un message de Nello lui ordonnant d'assassiner Pia aux premières lueurs du jour.

#### Troisième tableau
Un ermitage.
- Scène 5 : Piero, le père supérieur, et les autres religieux assistent à une terrible tempête.
- Scène 6 : Nello et ses hommes viennent chercher refuge dans l'ermitage. Piero, qui a entendu parler du châtiment que Nello a infligé à Pia, l'assure de l'innocence de celle-ci, mais, convaincu de sa culpabilité, Nello reste intraitable (air : Lei perduta, in core ascondo).
- Scène 7 : Un bruit d'épée se fait entendre à l'extérieur. Ghino, victime d'une embuscade guelfe, entre sur scène, mortellement blessé. Il révèle à Nello l'identité du visiteur nocturne de Pia en insistant sur son innocence et en lui avouant qu'il l'aime et que ce sentiment interdit a déterminé sa conduite. On parvient difficilement à retenir Nello de tuer son cousin sur-le-champ. D'ailleurs, Ghino meurt en suppliant vainement Nello de lui pardonner. La scène de la mort de Ghino sert de tempo di mezzo avant la cabalette : Dio pietoso dans laquelle Nello s'alarme du peu de temps qu'il lui reste pour atteindre le château de Maremme avant le point du jour.

#### Quatrième tableau
La prison de Pia.
- Scène 8 : Ubaldo prépare une coupe de poison en prévision du lendemain matin. Pia, déjà en proie à la fièvre, se réveille en sursaut après avoir vu en cauchemar Rodrigo assassiner Nello et, pour se désaltérer, elle boit la coupe empoisonnée. Elle a l'espoir que Nello a appris son innocence de la bouche de Ghino et qu'il va venir la délivrer.
- Scène 9 : Nello arrive. Il est soulagé de trouver Pia encore vivante, mais il réalise vite qu'elle est mourante. Rodrigo et ses compagnons guelfes font irruption au château. Rodrigo est prêt à tuer Nello lorsqu'il apprend l'empoisonnement de sa sœur. Pia prend la défense de son époux en expliquant qu'il a été trompé par les apparences et parvient, avant de mourir, à réconcilier son mari et son frère dans une émouvante scène finale.

## Productions notables
| Dates                         | Distribution (Pia, Rodrigo, Ghino, Nello)                          | Chef d'orchestre, Orchestre et chœur                    | Lieu, Théâtre     | Metteur en scène    |
| ----------------------------- | ------------------------------------------------------------------ | ------------------------------------------------------- | ----------------- | ------------------- |
| 15, 17, 19, 21, 24 avril 2005 | Patrizia Ciofi, Laura Polverelli, Dario Schmunck, Andrew Schroeder | Paolo Arrivabeni Orchestre et Chœur du Teatro La Fenice | Venise, La Fenice | Christian Gangneron |

## Discographie
| Année | Distribution (Pia, Rodrigo, Ghino, Nello)                    | Chef d'orchestre, Opéra et Orchestre                                      | Label                            |
| ----- | ------------------------------------------------------------ | ------------------------------------------------------------------------- | -------------------------------- |
| 2004  | Majella Cullagh, Manuela Custer, Bruce Ford, Roberto Servile | David Parry, Orchestre Philharmonique de Londres, Chœur Geoffrey Mitchell | CD Audio : Opera Rara Cat: ORC30 |

### Sources
- Piotr Kaminski, Mille et un opéras, Paris, Fayard, coll. Les indispensables de la musique, 2003